# Popian
Popian – miejscowość i gmina we Francji, w regionie Oksytania, w departamencie Hérault.
Według danych na rok 1990 gminę zamieszkiwało 195 osób, a gęstość zaludnienia wynosiła 33 osoby/km² (wśród 1545 gmin Langwedocji-Roussillon Popian plasuje się na 714. miejscu pod względem liczby ludności, natomiast pod względem powierzchni na miejscu 972.).